# Toxidrome

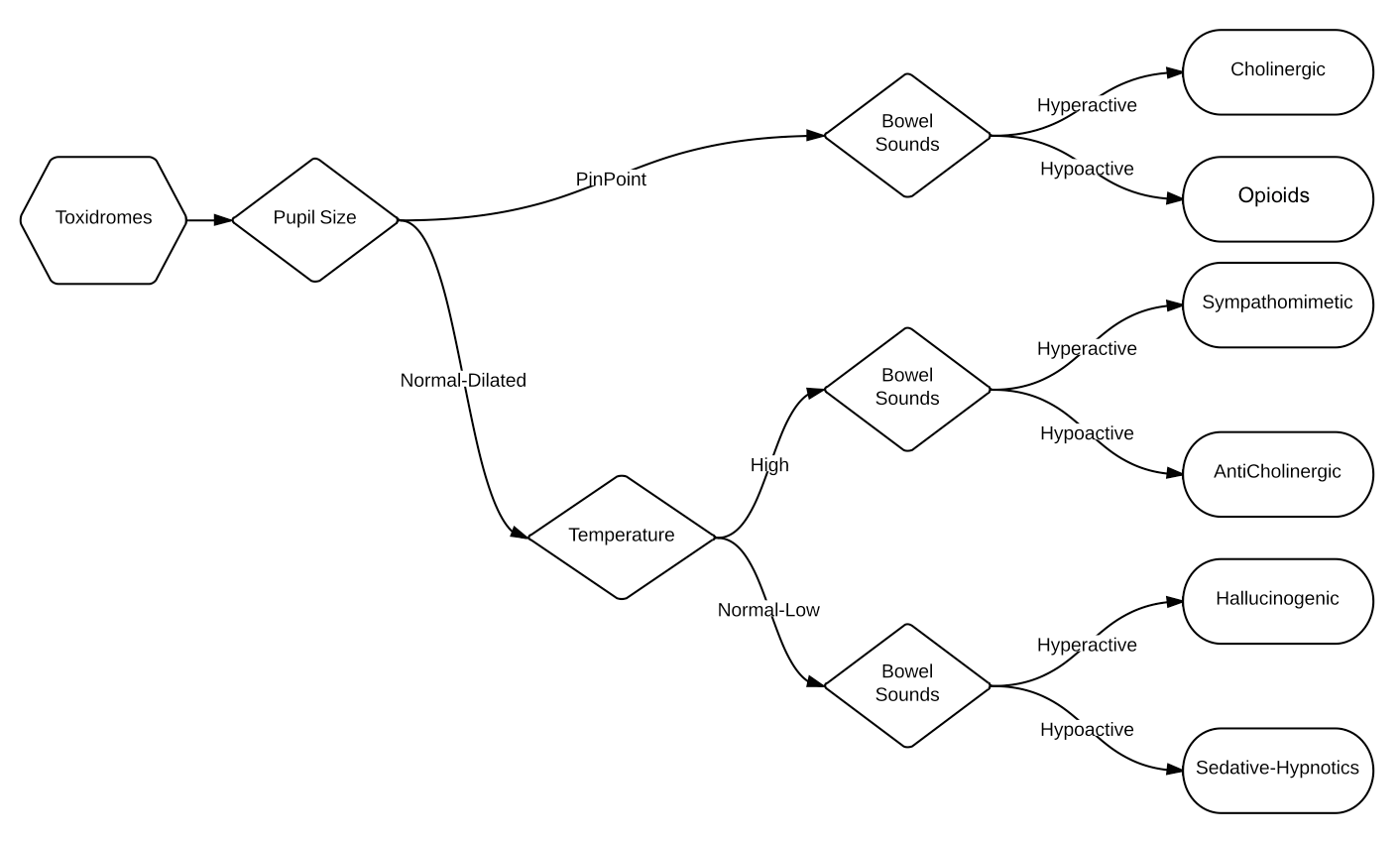
Exemple d’un toxidrome en anglais.

Un toxidrome est une liste de symptômes correspondant à un poison particulier. On utilise les toxidromes pour déterminer quel type de poison a été utilisé. Il complète l'utilisation d'autres indices, visuels, d'odeurs perçues par le patient ou autres éléments susceptibles de renseigner sur la ou les toxine(s) en cause.
Un toxidrome peut désigner un type d'effet (par exemple le « toxidrome d'un agent asphyxiant varie d'effets très graves, tels que convulsions, coma, hypotension, bradycardie et apnée, à des manifestations moins graves, notamment maux de tête, vertiges, fatigue, tachycardie, dyspnée, nausées et vomissements ») ou un type d'agent chimique toxique (exemple ci dessous).

## Organophosphates
Comme les carbamates, ces agents innervants agissent principalement en inhibant l’acétylcholinestérase au niveau des jonctions neurales (inhibition devenant irréversible après un temps variant selon la molécule et divers facteurs).

L'acétylcholine en excès dans les synapses est à l'origine d'un toxidrome cholinergique impliquant le système nerveux central (SNC), la jonction neuromusculaire et le système nerveux autonome,.

intoxications graves impliquent probablement aussi des récepteurs de l'acide γ-aminobutyrique et du N-méthyl-d-aspartate, aggravant les effets toxiques du produit sur le SNC,,.
La plupart du temps coexistent trois types d'effets :
1. effets muscariniques, dus à un surstimulation du système parasympathique : myosis (rétrécissement de la pupille) et vision floue ; sécrétions excessives et irrépressibles (hypersalivation, larmoiement, émission d'urine et défécation), crampes gastriques et vomissements [boue]; bronchorrhée, bronchospasme et bradycardie[5] ;
2. effets nicotiniques, dus à une surstimulation  des ganglions sympathiques (diaphorèse et tachycardie) et des jonctions entre neurones et muscle (=> fasciculation musculaire, faiblesse musculaire profonde et paralysie)[5] ;
3. spectre de dysfonctionnement du SNC : confusion, coma, apnée et convulsions. La mort est généralement due à une asphyxie induite par un trouble respiratoire de l'apnée centrale, un rétrécissement grave des voies respiratoires, une sécrétion pulmonaire excessive et à une paralysie des muscles respiratoires[5].

Le schéma (début, ordre et intensité) des effets cliniques  varient selon l'agent, la dose, la voie d'exposition. Ainsi l'inhalation de vapeurs ou nanoparticules d'agent neurotoxique induits des symptômes oculaires, respiratoires et systémiques rapides (de quelques secondes à quelques minutes) suivis du déclenchement soudain de convulsions, d'une paralysie et d'un arrêt respiratoire.

Le passage percutané d'organophates produit des symptômes localisés précoces potentiels diaphorèse et fasciculation, suivis d'effets toxiques systémiques sur une période pouvant s'étendre à environ 48 heures après le moment de l'exposition.

### Cas des pesticides organophosphorés
Leurs effets toxiques sont en partie commun à ceux des agents neurotoxiques de la même famille.

Ainsi en cas d'ingestion du pesticide, les symptômes apparaissent le plus souvent 30 à 90 minutes après l'ingestion, persistant plusieurs jours.

Les convulsions sont plus rares qu'avec les agents innervants, mais un collapsus cardiovasculaire peut compliquer les empoisonnements aigus ainsi que des syndromes retardés dont un «syndrome intermédiaire» caractérisé par une faiblesse musculaire sévère impliquant une insuffisance respiratoire 1 à 4 jours après l'ingestion et une neuropathie périphérique,.
En outre le pesticide étant souvent dilué dans un solvant pétrolier ce dernier peut induire des lésions pulmonaires liées à l'aspiration ou à l'inhalation,.